# منطقه کانسای
منطقه کانسای (به ژاپنی: 関西地方 Kansai-chihō) یا کینکی (به ژاپنی: 近畿地方, Kinki Chihō) (به ترتیب در لغت به معنی مرز غربی و کنار پایتخت) یکی از منطقه‌های کشور ژاپن است. این منطقه در جزیرهٔ اصلی ژاپن هونشو واقع شده و دارای هفت بخش می‌باشد که شامل میه، نارا، واکایاما، کیوتو، اوساکا، هیوگو و شیگا هستند. این منطقه برای قرن‌ها قلب سیاسی، اقتصادی و فرهنگی ژاپن به‌شمار می‌رفت.